# Городилов, Виктор Андреевич
Ви́ктор Андре́евич Городи́лов (род. 26 января 1940 года, Карабаш, Челябинская область, РСФСР, СССР) — советский и российский почётный работник нефтяной и газовой промышленности, руководитель крупного производственного объединения «Ноябрьскнефтегаз» в 1981—1997 годах, президент российской нефтяной компании «Сибнефть» в 1995—1997 годах.

## Биография
Родился 26 января 1940 года в городе Карабаш Челябинской области. В 1966 году окончил горный факультет Уфимского нефтяного университета по специальности «технология и комплексная механизация разработки нефтяных и газовых месторождений». Получив диплом, отправился работать по специальности в Западную Сибирь.
С 1967 года по 1969 год работал оператором, мастером капитального ремонта скважин и начальником лаборатории гидродинамических исследований в нефтепромысловом управлении «Сургутнефть». В 1969 году назначен старшим инженером. Работал в НГДУ «Сургутнефть» до 1975 года.
В 1975-1977 годах работал главным инженером в НГДУ «Правдинскнефть», в 1977-1981 годах был главным инженером производственного объединения «Юганскнефтегаз».
В мае 1981 года назначен генеральным директором нового производственного объединения «Ноябрьскнефтегаз». Под его руководством создана мощнейшая производственно-промышленная структура, введено в эксплуатацию более двадцати месторождений, построены города Ноябрьск и  Муравленко, поселки Вынгапуровский и Ханымей. В 1995 году стал первым президентом российской нефтяной компании «Сибнефть». Будучи её руководителем, заложил серьёзную основу для дальнейшего развития компании.
В 1997 году ушёл на заслуженный отдых. За время работы в Тюменской области В.А. Городилов стал автором ряда изобретений и научных трудов, в частности «Особенности геологического строения и разработки насыщенных нефтью залежей Ноябрьского района Западной Сибири». С 1997 года проживает в Москве.

## Награды и звания

#### Медали
- «В ознаменование 100-летия со дня рождения Владимира Ильича Ленина» — 1970 год
- «За освоение недр и развитие нефтегазового комплекса Западной Сибири» — 1980 год

#### Ордена
- «Знак Почёта» — 1974 год
- Трудового Красного Знамени — 1981 год
- Дружбы — 1996 год

#### Знаки
- «Победитель социалистического соревнования» — 1973, 1974, 1976 года

#### Почётные звания
- «Отличник  нефтяной промышленности» — 1975 год
- «Почетный нефтяник Министерства нефтяной промышленности СССР» — 1990 год
- «Почетный нефтяник Минэнерго РФ» — 1994 год
- «Заслуженный работник Минэнерго» — 1994 год
- «Почетный работник топливно-энергетического комплекса Минтопэнерго РСФСР» — 2000 год

#### Почётный гражданин
- Ямало-Ненецкого автономного округа
- города Ноябрьска

## Признание
Именем Виктора Андреевича Городилова названы улица в городе Ноябрьск и Ноябрьский институт нефти и газа (филиал ТюмГНГУ).